# Camillo Pacetti
Camillo Pacetti (Roma, 2 maggio 1758 – Milano, 16 luglio 1826) è stato uno scultore italiano.

## Biografia
Fratello di Vincenzo Pacetti e studente dell'Accademia di San Luca, dopo aver lavorato in diverse chiese romane, nel 1804, su indicazione di Antonio Canova, ricevette una proposta per subentrare a Giuseppe Franchi alla cattedra di scultura dell'Accademia di Belle Arti di Brera a Milano.

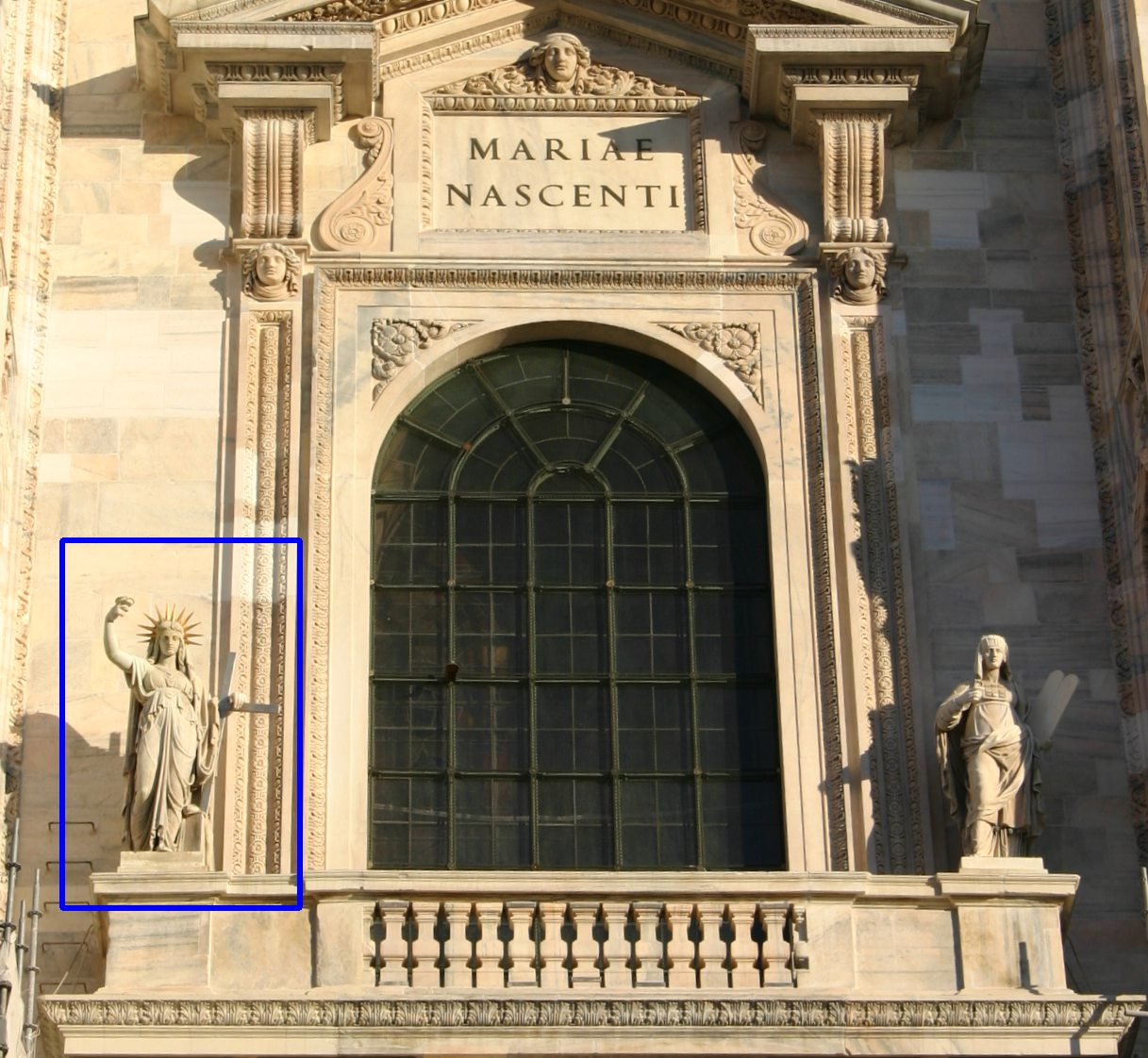
La Legge Nuova, sulla facciata del Duomo di Milano

Oltre all'impegno didattico, Pacetti accettò anche commissioni pubbliche. Per la facciata del Duomo di Milano elaborò la statua della Legge Nuova (1810). La straordinaria somiglianza di quest'ultima con la Statua della Libertà (realizzata alcuni decenni dopo da Frédéric-Auguste Bartholdi) fa pensare che essa sia stata il modello cui si sia ispirato l'autore di quest'ultima. Fu anche attivo in diverse chiese milanesi.
Scolpì alcuni rilievi per l'arco della Pace di Milano, opera progettata da Luigi Cagnola, cui presero parte altri scultori tra cui Luigi Canonica. La diversificata produzione del Pacetti spaziò dai ritratti a soggetti mitologici e allegorici: sua la Minerva infonde l'anima all'automa di Prometeo (1806), gruppo in marmo esposto alla Galleria d'Arte Moderna di Milano.
Tra i suoi allievi si segnalano: Abbondio Sangiorgio, Luigi Scorzini, Gaetano Manfredini, Stefano Girola e il genero Benedetto Cacciatori, suo prediletto.